# Loi de Bartholomae
La loi de Bartholomae est une loi phonétique affectant les langues indo-iraniennes. Dans un groupe de deux consonnes ou plus comportant des occlusives (ou la sifflante s) et dont l'une est une sonore aspirée, Christian Bartholomae nota que ce groupe aboutit à sonore + sonore aspirée.
Par exemple, le participe « *bʰudʰ-to- » « éclairé », issu de la racine indo-européenne « *bʰewdʰ- » signifiant « apprendre, se rendre compte de », perd l’aspiration de la première occlusive (application de la loi de Grassmann) et le groupe « -dʰt- » devient, en vertu de la loi de Bartholomae, un groupe sonore aspiré : « -ddh- ». Le participe étudié donne ainsi en sanskrit « buddha », « éclairé ».
D'autres exemples sont:
- L'indo-iranique *augh- «parler solennellement, déclarer» + suffixe de 3a personne singulier médio -ta > l'avestique (gatique) aogədā «il parla»;
- la règle s'applique aussi au s en *augh- + 2a personne singulier médio -sa-> indo-iranique *augzh, l'avestique gatique aogəžā.
- la loi est à la base des doubles suffixes *-tro/*-dhro, *-tlo/*-dhlo, des quelles le latin -trum/-brum, -culum/bulum.